# 阮覺海
阮覺海（越南语：／）是越南李朝時期的一位禪宗僧侶。
覺海俗姓阮，是南定海清（今南定省膠水縣）人。他幼時便喜歡垂釣，經常駕著一隻小船出海釣魚。二十五歲時剃度出家，居荷澤寺。他與楊空路同拜一師。後來覺海向空路學習道法。兩人隱居於荷澤寺修行。根據越南民間傳說，他兩人能飛翔，履冰而行，能夠降龍伏虎，漸漸出名。
李仁宗聽說覺海的道術，經常召他入蓮甕涼石寺，與通玄真人一起侍坐。根據《嶺南摭怪》的說法，一日，李仁宗聽見一對壁虎叫，心中厭惡，便命覺海和通玄阻止它們叫。通玄和覺海先後念咒，兩隻壁虎先後落地，覺海因此馳名天下。後來他在李仁宗面前表演輕功，甚得仁宗讚賞，出入宮廷時賜予肩輿。
李神宗繼位之後屢次召他入京，他都以老病推辭不就。相傳他能預知自己之死，死時有一顆大星隕落。李神宗下令蠲三十戶以奉其香火，並賜予其二子官職。